# عبد الحميد أبو زيد (طيار)

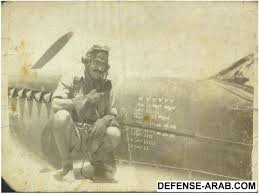
الفيتوري يُشير إلى سجل انتصاراته

قائد الأسراب محمد عبد الحميد أبو زيد الفيتوري الشهير باسم عبد الحميد أبو زيد هو طيار وقائد السرب الثاني في سلاح الجو المصري وأحد المشاركين في حرب 1948 قُتل في 19 أكتوبر 1948.[بحاجة لمصدر]

## سيرته
ولد في 1918 في مصر. وانضم للسرب الخامس في القوات الجوية الملكية المصرية في 17 يناير 1940 بعمر 22 عامًا. وكان هذا السرب يستخدم طائرات طراز غلاديتور ثم عمل علي طائرات هوريكان وتلا ذلك سبتفاير وفي النهاية سي فوري.[بحاجة لمصدر]
اشترك في الحرب العالمية الثانية في مطلع صيف عام 1943، ويعتقد أن الإنجليز وضعوه علي قائمة المشتبه في كونهم مخربين.[بحاجة لمصدر]

### حرب 1948
تولي قيادة السرب الثاني في القوات الجوية المصرية بداية من 22 مايو 1948. وكان أحد الطيارين المتميزين في حرب 1948 وأكثر الطيارين المصريين إسقاطًا للطائرات في هذه الحرب. مُحلقًا بطائرة هوكر سي فوري.[بحاجة لمصدر]
سجل الفيتوري 72 طلعة عمليات خلال الحرب وهو أول طيار عربي ومصري يسقط طائرة إسرائيلية طراز أرغوس باستخدام مدفع الطائرة في 4 يونيو 1948. وتمكن من إسقاط الثانية من طراز أوستر جي- 1 في 7 يونيو 1948 باستخدام المدفع نفسه وكانت من طراز اوستر جيه 1، وبعدها توالت الإسقاطات المصرية للطائرات الإسرائيلية وحقق السوريون إسقاطهم الأول أيضًا في هذه الحرب.[بحاجة لمصدر]
حلق الفيتوري بنموذج مبدئي لطائرة هوكر سي فوري، جرى تعديله بأيدي مصرية، من مطار ألماظة الحربي إلى مطار العريش في شمال شرق سيناء، لينضم إلى سرب طائرات سبيتفاير المصري، الذي أصبح قائدًا له برتبة نقيب طيار، وكان هو الطيار الوحيد المسموح له بقيادة هذه الطائرة التي حملت الرقم المسلسل 701 في سلاح الجو الملكي المصري وفي 19 أكتوبر 1948 (قد يكون التاريخ غير صحيح لاختلافه مع رواية عبد المنعم خليل) حقق الفيتوري الإسقاط الثالث له وهي طائرة طراز  بريستول بيافايتر.[بحاجة لمصدر]
أغار الفيتوري على تل أبيب ردًا على غارات الطائرات الإسرائيلية التي قصفت فيها قطارًا مصريًا في محطة العريش وكان يحمل الجرحى.[بحاجة لمصدر]
في 4 يونيو 1948 أقلع الفيتوري من مطار مطار العريش لحماية السفن المصرية وكان يحلق بطائرة من نوع هوكر سي فوري وأسقط يومها أول طائرة إسرائيلية من طراز أرغوس باستخدام مدفع طائرته العشرين مم.

## وفاته
اُعتبر الفيتوري في عداد المفقودين في 19 أكتوبر 1948 عندما لم تعد طائرته التي كانت تشتبك مع الطائرات الإسرائيلية دفاعًا عن السفينة مصر. وتزعم الرواية الإسرائيلية غرقه في البحر.

## تكريمه
كُرِّم بعد ثورة 1952 بإطلاق اسمه على:
- إحدى قرى مديرية التحرير (مصر) المعروفة باسم عبد الحميد أبو زيد (قرية).
- شارع قائد أسراب محمد أبو زيد بميامي بالإسكندرية

## قالوا عنه

### اللواء عبد المنعم خليل
من كتاب اللواء عبد المنعم خليل ذكر أبو زيد تكرر في مناسبتين:
- في صفحة 29 «أما عن القوات الجوية أو سلاح الطيران الملكي، فقد كنا نفخر ببعض طيارينا الممتازين بطائراتهم سبيت فاير، منهم الطيار أبو زيد وكان أملنا فيهم كبير وخاصة بعدما اذيع أن الطيران المصري استمر بقصف تل ابيب عدة مرات يوميا، وأن صفارات الإنذار انطلقت بها أكثر من عشرة مرات في اليوم وكانت بعض الاغارات تحدث فجأة ثم تطلق صفارات الإنذار ذعرا !!».
- في صفحة 35 «وفي صباح اليوم التالي ليوم 16 أكتوبر 1948 هاجمت غزة من اتجاه البحر ثلاث مدرعات يهودية، وحدث اشتباك بحري بين بعض السفن الإسرائيلية ومدفعيتنا الساحلية واشتركت طائراتنا في القتال وعلي رأسها طائرة قائد السرب أبو زيد الفيتوري كما كنا نسميه، وانقض بها علي باخرة يهودية واغرقها وتمكن من اسقاط طائرة إسرائيلية في معركة جوية ولكنه ذهب هذه المرة ولم يعد.... رحمه الله فقد كان بطلا....».